# Oligostigma
Oligostigma é um gênero de mariposa pertencente à família Crambidae.